# Lepanthes byfieldii
Lepanthes byfieldii là một loài thực vật có hoa trong họ Lan. Loài này được Hespenh. mô tả khoa học đầu tiên năm 1973.